# Lineus longissimus
Die Lange Nemertine (Lineus longissimus) gehört zu den Schnurwürmern (Nemertea). Sie ist ein karnivor lebender Meeresbewohner, kann eine Länge von mehr als 30 Metern erreichen und gehört damit zu den längsten Tieren der Erde.

## Merkmale
Der Körperdurchmesser beträgt 5 bis 10 mm. Längen von fünf bis zehn Metern gelten als normal, es sind jedoch auch Längen bis zu 30 Metern häufiger beobachtet worden. Man berichtet sogar von einem 55 Meter langen Exemplar, das 1864 nach einem Sturm an der Küste von St Andrews, Schottland, gefunden wurde. Seine Färbung ist dunkelbraun mit hellbraunen Längsstreifen.

## Verbreitung
Verbreitungsgebiete sind die Brackwasserzonen der Meere Nordwesteuropas, also im Nordostatlantik um die Britischen Inseln und entlang der norwegischen Küste bis in die Nord- und Ostsee. Lineus longissimus lebt in flachen Wasserzonen auf hartem Untergrund zwischen Steinen und Algen, man findet ihn aber auch auf sandigem oder schlammigen Untergrund oder in Gezeitentümpeln.

## Systematik
Erstmals beschrieben wurde die Art im Jahre 1770 vom norwegischen Naturforscher Johan Ernst Gunnerus als Ascaris longissima.
Lineus longissimus wurde 1995 als eigene Art bestätigt, ferner 1997.